# Medienversorgung
Als Medienversorgung bezeichnet man die im Zusammenhang mit der Erschließung eines Geländes, eines Hauses oder auch bei einer Baustelleneinrichtung notwendige Sicherstellung der Anbindung an die Versorgung mit Wasser, Strom, ggf. Gas, Elektrizität und Datenkapazitäten sowie der Entsorgung von Abwasser.
In der Regel betrifft die Medienversorgung nur die Heranführung der Leitung bis an die Grundstücksgrenze; von dort an erfolgt der  Hausanschluss. Mit Medienversorgung kann aber auch die entsprechende Schaffung von Rahmenbedingungen im Produktionsablauf bezeichnet werden.